# Hua Mulan
Hua Mulan (chinês tradicional: 花木蘭, chinês simplificado: 花木兰, pinyin: Huā Mùlán), também conhecida pela transliteração Fa Mulan, é a heroína que disfarçada de guerreiro, se une a um exército exclusivamente masculino conforme descrito no famoso poema narrativo chinês A Balada de Mulan (chinês tradicional: 木蘭辭, pinyin: Mùláncí). A obra foi composta no século VII, durante a maior parte do qual a dinastia Tang (618-907) governou a China. A coleção de cantos à qual pertencia Hua Mulan originalmente se perdeu, no entanto, preserva-se hoje uma versão posterior, incluída em uma antologia de poemas líricos e baladas compilada por Guo Maoqian no século XI ou XII. Durante séculos se há discutido se Hua Mulan foi uma pessoa real, uma personagem histórica, ou uma criação fictícia. Até hoje não foi possível determinar com certeza se a balada tem base histórica ou não. Sua história originou vários filmes: Mulan de 1998, Mulan II de 2004, Hua Mulan de 2009 e Mulan de 2020 (sendo que dos quatro citados, o filme de 2009 é a única produção que não foi feita pela Disney)

## Poema de Hua Mulan
木蘭辭
唧唧復唧唧，木蘭當戶織，不聞機杼聲，惟聞女歎息。                             
問女何所思，問女何所憶，女亦無所思，女亦無所憶。
昨夜見軍帖，可汗大點兵。軍書十二卷，卷卷有爺名。
阿爺無大兒，木蘭無長兄，願為市鞍馬，從此替爺征。
東市買駿馬，西市買鞍韉，南市買轡頭，北市買長鞭。
旦辭爺孃去，暮宿黃河邊。不聞爺孃喚女聲，但聞黃河流水鳴濺濺。
旦辭黃河去，暮宿黑山頭。不聞爺孃喚女聲，但聞燕山胡騎鳴啾啾。
萬里赴戎機，關山度若飛。朔氣傳金柝，寒光照鐵衣。
將軍百戰死，壯士十年歸。歸來見天子，天子坐明堂。
策勳十二轉，賞賜百千強。可汗問所欲，木蘭不用尚書郎。
願馳千里足，送兒還故鄉。爺孃聞女來，出郭相扶將。
阿姊聞妹來，當戶理紅妝。小弟聞姊來，磨刀霍霍向豬羊。
開我東閣門，坐我西閣床。脫我戰時袍，著我舊時裳。
當窗理雲鬢，對鏡貼花黃。出門看伙伴，伙伴皆驚惶。
同行十二年，不知木蘭是女郎！雄兔腳撲朔，雌兔眼迷離。
雙兔傍地走，安能辨我是雄雌。
木兰词
唧唧复唧唧，木兰当户织，不闻机杼声，惟闻女叹息。
问女何所思，问女何所忆，女亦无所思，女亦无所忆。
昨夜见军帖，可汗大点兵。军书十二卷，卷卷有爷名。
阿爷无大儿，木兰无长兄，愿为市鞍马，从此替爷征。
东市买骏马，西市买鞍貉，南市买辔头，北市买长鞭。
旦辞爷娘去，暮至黄河边。不闻爷娘唤女声，但闻黄河流水鸣溅溅。
但辞黄河去，暮宿黑山头。不闻爷娘唤女声，但闻燕山胡骑鸣啾啾。
万里赴戎机，关山度若飞。朔气传金析，寒光照铁衣。
将军百战死，壮士十年归。归来见天子，天子坐明堂。
策勋十二转，赏赐百千强。可汗问所欲，木兰不用尚书郎。
愿驰千里足，送儿还故乡。爷娘闻女来，出郭相扶将。
阿姊闻妹来，当户理红妆。小弟闻姊来，磨刀霍霍向猪羊。
开我东阁门，坐我西阁床。脱我战时袍，着我旧时裳。
当窗理云鬓，对镜贴花黄。出门看伙伴，伙伴皆惊惶。
Click, click, e click, click, click
Junto à porta, Mulan tece,
Quando, de repente, a lançadeira cessa
Ouve-se um suspiro cheio de angústia
Oh, minha filha, quem está em sua mente?
Oh, minha filha, quem está em seu coração?
Não há ninguém em minha mente
Não há ninguém em meu coração
Mas noite passada li sobre a batalha
Eram doze pergaminhos
O Khan sorteará os que irão à guerra
O nome de meu pai está em todas as contas

Ah, meu pai não tem um filho crescido
Ah, Mulan não tem um irmão mais velho
Mas comprarei uma sela e um cavalo e me unirei ao exército no lugar de meu pai
No mercado do leste ela compra um corcel
No mercado d'oeste ela compra uma sela
No mercado do norte ela compra um longo chicote
No mercado do sul ela compra uma rédea

Na alvorada ela se despede da família
No crepúsculo ela se assenta à beira do Rio Amarelo
Ela não mais ouve seus pais a chamarem
Sobre seu travesseiro, as águas sussurram
No crepúsculo ela chega à Montanha Negra 
Ela não mais ouve seus pais a chamarem, mas sim os gemidos dos cavalos tártaros nas montanhas de Yen

Ela cavalga milhares de quilômetros rumo à guerra que deve honrar
Ela atravessa altas montanhas como uma águia nas alturas
Das tempestades do norte, no frio que fustiga, ecoa o sino do guarda
A luz fria e azulada do gelo ilumina sua armadura
Generais morrem em cem batalhas
Nosso guerreiro está de volta
Dez anos voaram

Em seu retorno, ela é convocada a ver o Imperador
No palácio, ela recebe a mais alta honra
Ela é promovida ao mais alto cargo
O Imperador lhe concede centenas de milhares em prêmios
O Khan lhe pergunta qual é o seu desejo
Mulan não quer um cargo de Ministro
Mulan não quer nada de extravagante
Gostaria que me emprestassem um cavalo veloz que me leve de volta para casa

Quando o pai e a mãe ouvem que ela está chegando, vão esperar abraçados no portão
Quando a irmã mais velha a ouve chegando, ela corre ao seu quarto colocar um pouco de rouge 
Quando o irmão mais novo a ouve chegando, ele afia seu punhal que brilha como a luz e vai preparar porco e carneiro para o jantar

Ah, deixem-me abrir a porta para o quarto do leste
Ah, deixem-me sentar em minha cama para um descanso poente
Então logo tiro a roupa do guerreiro e silenciosamente ponho meu antigo vestido
Junto à janela penteio meus cabelos
Em frente ao espelho pinto meu rosto
E quando saio para encontrar meus companheiros eles estão perplexos e impressionados